# Golf Club della Montecchia
De Golf Club della Montecchia is een golfclub in Selvazzano Dentro in de provincie Padua in Italië.
De golfclub werd in 1988 opgericht door enkele zakenmensen uit Padua. De 27 holes liggen op het voormalige landgoed van de graven Emo Capodilista. Zijn kasteel werd in de 16de eeuw gebouwd. Het staat op een heuvel en is vanaf bijna alle holes te zien.
Het ontwerp van de golfbaan is van de Engelse golfbaanarchitect Tom Macauley, later president van de British Association of Golf Course Architects. Het is een vlakke baan met vijf meren. Het clubhuis is in een gebouw waar vroeger tabak gedroogd werd.

## Toernooien
- Alps Tour: 2010 (Adam Hodkinson) en 2012 (Ross Kellett)
- Challenge Tour: 2001 (Andrew Sherborne), 2002 (Wolfgang Huget), 2013 (Brooks Koepka)

## Landgoed
De huidige eigenaar is graaf Umberto Emo Capodilista. Hij woont met zijn familie op het landgoed in een groot huis dat in renaissancestijl werd gebouwd. Hij heeft de druiventeelt gemoderniseerd en zijn wijn wordt onder meer op het landgoed verkocht.